# Pacto del Jocote
El Pacto del Jocote fue un acuerdo efectuado el 11 de abril de 1842 en el sitio denominado El Jocote, a las puertas de Alajuela, Costa Rica, entre el general Francisco Morazán, expresidente de la República Federal de Centroamérica y símbolo del ideal unionista centroamericano, que había desembarcado con tropas en el puerto costarricense de Caldera, y el general Vicente Villaseñor, salvadoreño radicado en Costa Rica a quien el jefe de Estado de Costa Rica Braulio Carrillo Colina había enviado con 400 hombres a rechazar la invasión. De conformidad con el Pacto, el ejército de Villaseñor se unió sin combatir con el de Morazán y éste fue proclamado como nuevo jefe de Estado de Costa Rica. 
- Datos: Q6057086